# Breitgrieskarspitze
La Breitgrieskarspitze est une montagne qui s’élève à 2 590 m d’altitude dans les Karwendel, en Autriche.